# Distrito Escolar Independiente de Mercedes
El Distrito Escolar Independiente de Mercedes (Mercedes Independent School District, MISD) es un distrito escolar de Texas. Tiene su sede en Mercedes. Desde 2013 el actual superintendente es Dr. Daniel Trevino.
El campus de la escuela preparatoria (high school), Mercedes High School, abrió en 1967.
El campus de Kennedy Elementary School (una escuela primaria) cerrado temporalmente en 2005 porque renovaciones del edificio. Después de retrasos, el campus escolar volvió a abrir en 2012.
En 2013 los residentes del distrito escolar votaron por un bono escolar de $20 millones.